# Kleinothraupis auricularis
El hemispingo cejiblanco (Kleinothraupis auricularis), es una especie de ave paseriforme de la familia Thraupidae perteneciente al género Kleinothraupis, antes situada en Hemispingus. Es endémica de Perú.

## Distribución y hábitat
Se distribuye a lo largo de la pendiente oriental de los Andes peruanos, desde Amazonas, al sur del río Marañón hasta Cuzco.
Esta especie es considerada bastante común en sus hábitats naturales: el sotobosque y los bordes de bosques montanos húmedos de altitud, principalmente entre los 2300 y los 3300 m.

## Sistemática

### Descripción original
La especie K. auricularis fue descrita por primera vez por el ornitólogo alemán Jean Cabanis en 1873 bajo el nombre científico Chlorospingus (Hemispingus) auricularis; la localidad tipo es: «Maraynioc, Junín, Perú».

### Etimología
El nombre genérico masculino «Kleinothraupis» conmemora a la ornitóloga Nedra K. Klein (1951–2001), seguido de la palabra griega «θραυπίς thraupis»: pequeño pájaro desconocido mencionado por Aristóteles, tal vez algún tipo de pinzón. En ornitología thraupis significa tangara; y el nombre de la especie «auricularis», proviene del latín medio: relativo a la oreja.

### Taxonomía
Las presente especie —incluida en Kleinothraupis atropileus— junto a Kleinothraupis calophrys, K. parodii y K. reyi estaban incluidas en un amplio género Hemispingus, hasta que en los años 2010, publicaciones de filogenias completas de grandes conjuntos de especies de la familia Thraupidae basadas en muestreos genéticos, permitieron comprobar que formaban un clado fuertemente soportado por los resultados encontrados, separado del género que integraban, por lo que se procedió a caracterizarlo y describirlo formalmente como un nuevo género Kleinothraupis. El nuevo género y la inclusión de las cuatro especies fue aprobado en la Propuesta N° 730.09 al Comité de Clasificación de Sudamérica (SACC).
La presente especie fue tratada históricamente como una subespecie de K. atropileus pero es atualmente reconocida como especie separada por diversos autores y clasificaciones, no así por Clements Checklist/eBird que continúa a tratarla como la subespecie K. atropileus auricularis.